# ترورو، نوا اسکوشیا
ترورو، نوا اسکوشیا (به انگلیسی: Truro, Nova Scotia) یک شهرک در کانادا است که در Colchester County, Nova Scotia واقع شده‌است.

## خصوصیات
ترورو، نوا اسکوشیا ۳۷٫۶۳  کیلومترمربع مساحت و ۱۲۰۵۹ نفر جمعیت دارد.